# Władysław Sidorowicz

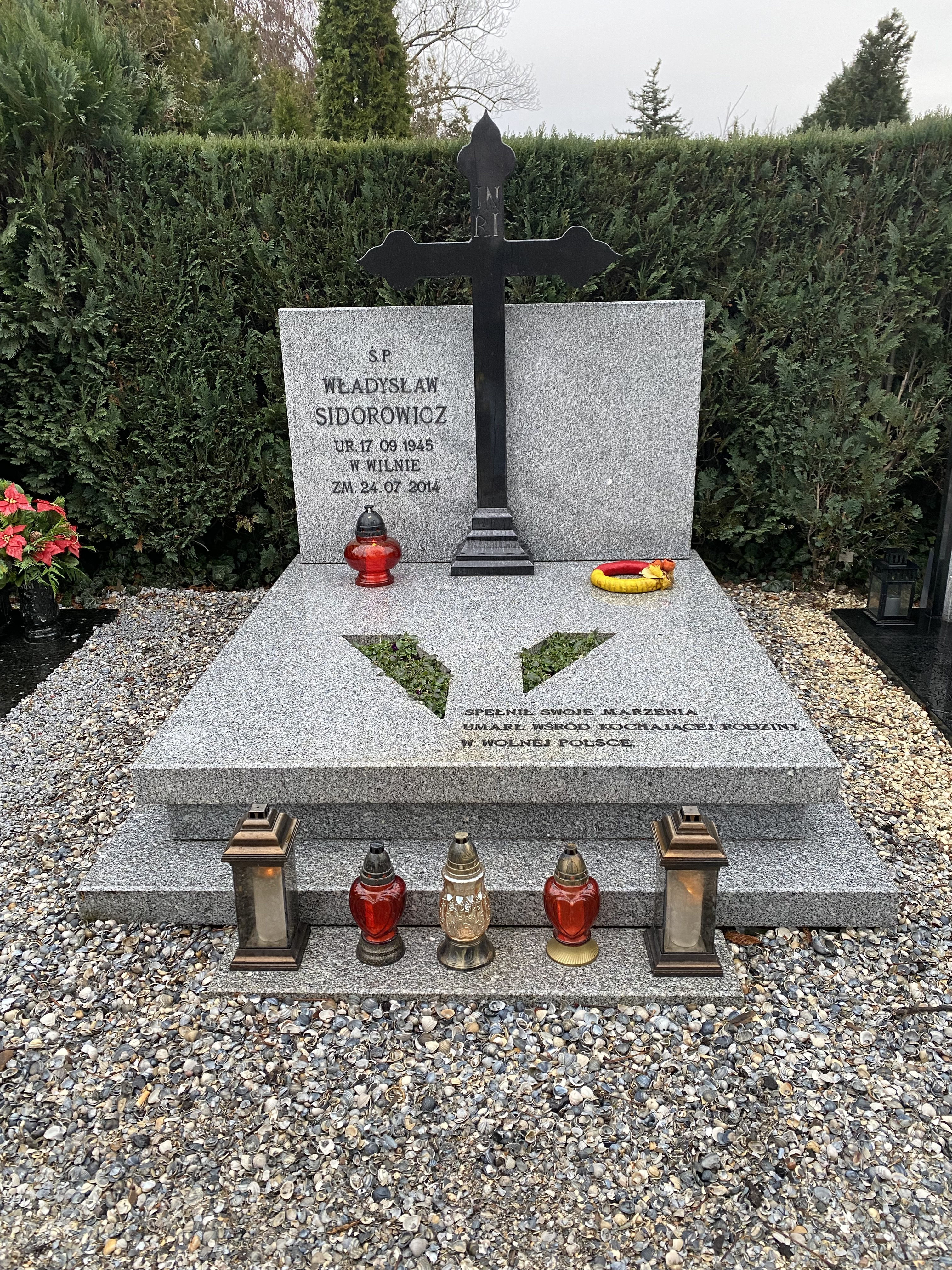
Grób Władysława Sidorowicza na cmentarzu Osobowickim we Wrocławiu

Władysław Sidorowicz (ur. 17 września 1945 w Wilnie, zm. 24 lipca 2014 we Wrocławiu) – polski lekarz psychiatra, polityk i samorządowiec, minister zdrowia i opieki społecznej (1991), senator VI i VII kadencji.

## Życiorys
W 1963 ukończył IX Liceum Ogólnokształcące im. Juliusza Słowackiego we Wrocławiu, następnie do 1968 studiował na Wydziale Lekarskim Akademii Medycznej we Wrocławiu. W 1968 został objęty dwuletnim zakazem studiów za udział w wydarzeniach marcowych. W rezultacie studia mógł ukończyć w 1971 w Akademii Medycznej w Łodzi. Uzyskiwał następnie specjalizację pierwszego i drugiego stopnia z psychiatrii.
Jako lekarz pracował we wrocławskich placówkach – Instytucie Immunologii i Terapii Doświadczalnej im. Ludwika Hirszfelda, Szpitalu im. Ludwika Rydygiera, Zakładzie Opieki Zdrowotnej Śródmieście i Zespole Psychiatrycznej Opieki Zdrowotnej. Był również pracownikiem Akademii Medycznej, został w 1975 zwolniony z powodów politycznych. W latach 1979–1999 był zatrudniony w Zespole Opieki Zdrowotnej dla Szkół Wyższych, od 1981 na stanowisku kierownika Poradni Zdrowia Psychicznego i ordynatora Oddziału Dziennego Psychiatrycznego.
W latach 1981–1999 należał do Niezależnego Samorządnego Związku Zawodowego „Solidarność”. Był m.in. delegatem na I Krajowy Zjazd Delegatów w Gdańsku oraz wiceprzewodniczącym Krajowej Komisji Koordynacyjnej związku. W stanie wojennym został internowany na okres od grudnia 1981 do czerwca 1982. Od 1982 do 1987 zasiadał we władzach krajowych Solidarności Walczącej. W 1989 brał udział w obradach Okrągłego Stołu w zespole ds. zdrowia.
Po przemianach politycznych współtworzył samorząd lekarski, przewodniczył Dolnośląskiej Izbie Lekarskiej. W 1991 pełnił funkcję ministra zdrowia i opieki społecznej w rządzie Jana Krzysztofa Bieleckiego. W latach 1994–2005 pracował we wrocławskim urzędzie miejskim jako lekarz miejski, dyrektor wydziału i departamentu. Zasiadał w sejmiku dolnośląskim od 1998 do 2005 (z ramienia Akcji Wyborczej Solidarność, a następnie koalicji Platforma Obywatelska – Prawo i Sprawiedliwość, wstępując w międzyczasie do Platformy Obywatelskiej).
W wyborach parlamentarnych w 2005 z ramienia Platformy Obywatelskiej został wybrany na senatora VI kadencji w okręgu wrocławskim. W wyborach w 2007 po raz drugi uzyskał mandat senatorski, otrzymując 201 555 głosów. W 2011 bez powodzenia kandydował do Sejmu.
Został pochowany na cmentarzu Osobowickim we Wrocławiu (w Alei Zasłużonych: pole 79, grób 869).

## Odznaczenia
- Krzyż Oficerski Orderu Odrodzenia Polski – 2012[10]

## Życie prywatne
Władysław Sidorowicz był żonaty, miał sześcioro dzieci. Był bratem psychiatry Sławomira Sidorowicza.